# Georg Gyssling

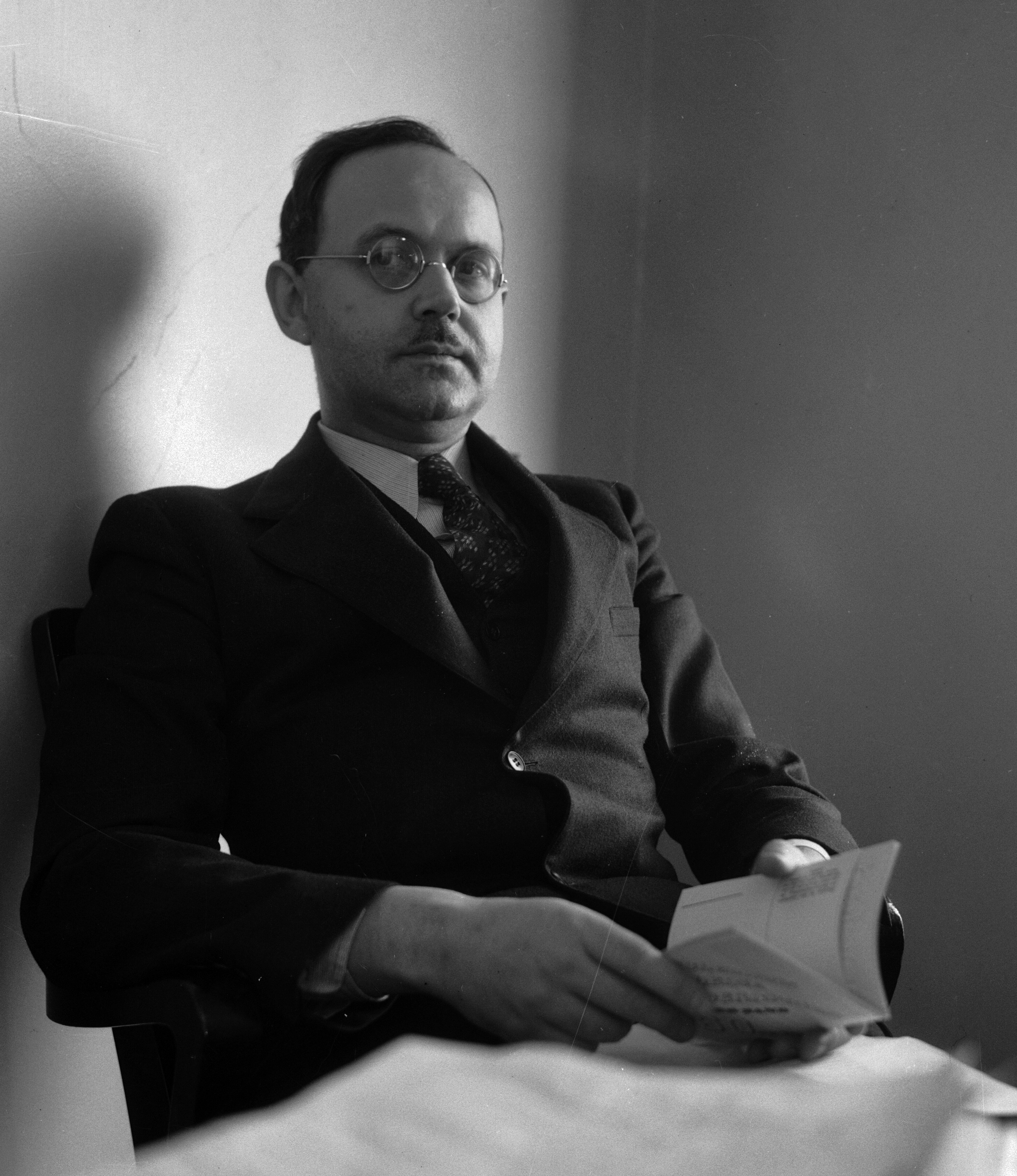
Georg Gyssling (1930er Jahre)

Georg Gyssling (* 16. Juni 1893 in Walzen, Provinz Schlesien; † 8. Januar 1965 in Benidorm, Spanien) war ein deutscher Diplomat und von 1927 bis 1941 Konsul in den USA.

## Leben
Georg Gyssling studierte ab 1913 Rechtswissenschaften, unterbrochen vom Kriegsdienst während des Ersten Weltkrieges, und legte 1917 das Referendarexamen ab. Danach war er in der deutschen Militärverwaltung im besetzten Belgien eingesetzt. Im August 1919 promovierte er. Ab Dezember 1919 war er im Auswärtigen Dienst beschäftigt und durchlief Ausbildungsstationen in Posen, Krakau und Amsterdam. Ab Mai 1927 war er in den Vereinigten Staaten im Generalkonsulat New York, im Konsulat Atlanta und Generalkonsulat San Francisco, wo er ab 1933 das Konsulat in Los Angeles führte.
Gyssling verstärkte 1932 als Bobfahrer das deutsche Olympiaaufgebot und wurde bei den Olympischen Spielen 1932 in Lake Placid im Viererbob-Wettbewerb zusammen mit dem „Notpiloten“ Walther von Mumm, Hasso von Bismarck und Gerhard von Hessert Siebter und Letzter, nach dem zweiten Lauf lag die Mannschaft sogar noch auf Platz sechs. Gyssling war wie die anderen drei in letzter Minute eingesprungen, nachdem nach schweren Stürzen von Werner Zahn und Fritz Grau zahlreiche Sportler aus den ursprünglichen Besatzungen im Krankenhaus lagen.
Gyssling war zum 1. November 1931 der NSDAP beigetreten (Mitgliedsnummer 650.070) und in der NSDAP/AO organisiert. Nach der Machtergreifung verfolgte er die Ziele der nationalsozialistischen Politik auch gegen die deutschen Flüchtlinge an der amerikanischen Westküste, wobei er die, auch wirtschaftlich bedingten, Sympathien der amerikanischen Filmmoguln für das nationalsozialistische Deutschland nutzte und förderte. Die Filmschauspieler und Produzenten von The Road Back, der Verfilmung des Remarque-Romans Der Weg zurück, setzte er 1936 unter Druck; den Film Der große Diktator versuchte er zu verhindern. Nach dem Anschluss Österreichs erklärte er öffentlich, die Juden in Österreich würden keine anderen Eingriffe in ihr Eigentum zu erwarten haben, als die Juden des Deutschen Reiches zuvor. Er förderte die nationalsozialistischen Aktivitäten der Deutschamerikaner um Walter Kappe und dessen Amerikadeutschen Bund, indem über das Konsulat illegal Schriften importiert und Gelder verteilt wurden.
Noch vor der Kriegserklärung Deutschlands und Italiens an die Vereinigten Staaten am 11. Dezember 1941 waren im Juni die deutschen Konsularbehörden in den USA geschlossen worden und Gyssling kehrte ins Auswärtige Amt nach Berlin zurück. Er wurde in der Aktion Bernhard, in der in Deutschland gefälschte Pfund-Noten zur Devisenbeschaffung hergestellt wurden, als ein Agent des Verteilers Friedrich Schwend beim Absatz der Banknoten eingesetzt.
Ab November 1944 war er beim SS-Sonderkommando des III. (germanischen) SS-Panzerkorps in Labers / Meran und war bei den Waffenstillstandsverhandlungen zwischen dem General der Waffen-SS Karl Wolff und Allen Dulles in der Operation Sunrise ein Bote, da er mit dem Diplomatenpass aus dem deutsch besetzten Italien in die Schweiz einreisen konnte.
Gyssling war 1948 Zeuge im Wilhelmstraßenprozess. Mit Lügen erreichte er bei der Entnazifizierung seine Einstufung als Entlasteter. Er arbeitete danach in Bad Reichenhall als Rechtsanwalt und wohnte später in Tunesien und dann in Spanien.

## Schriften
- Georg Gyßling: Der Staatsschutz des Deutschen gegenueber dem Auslande, o. O., 1921.